# Eric Revis

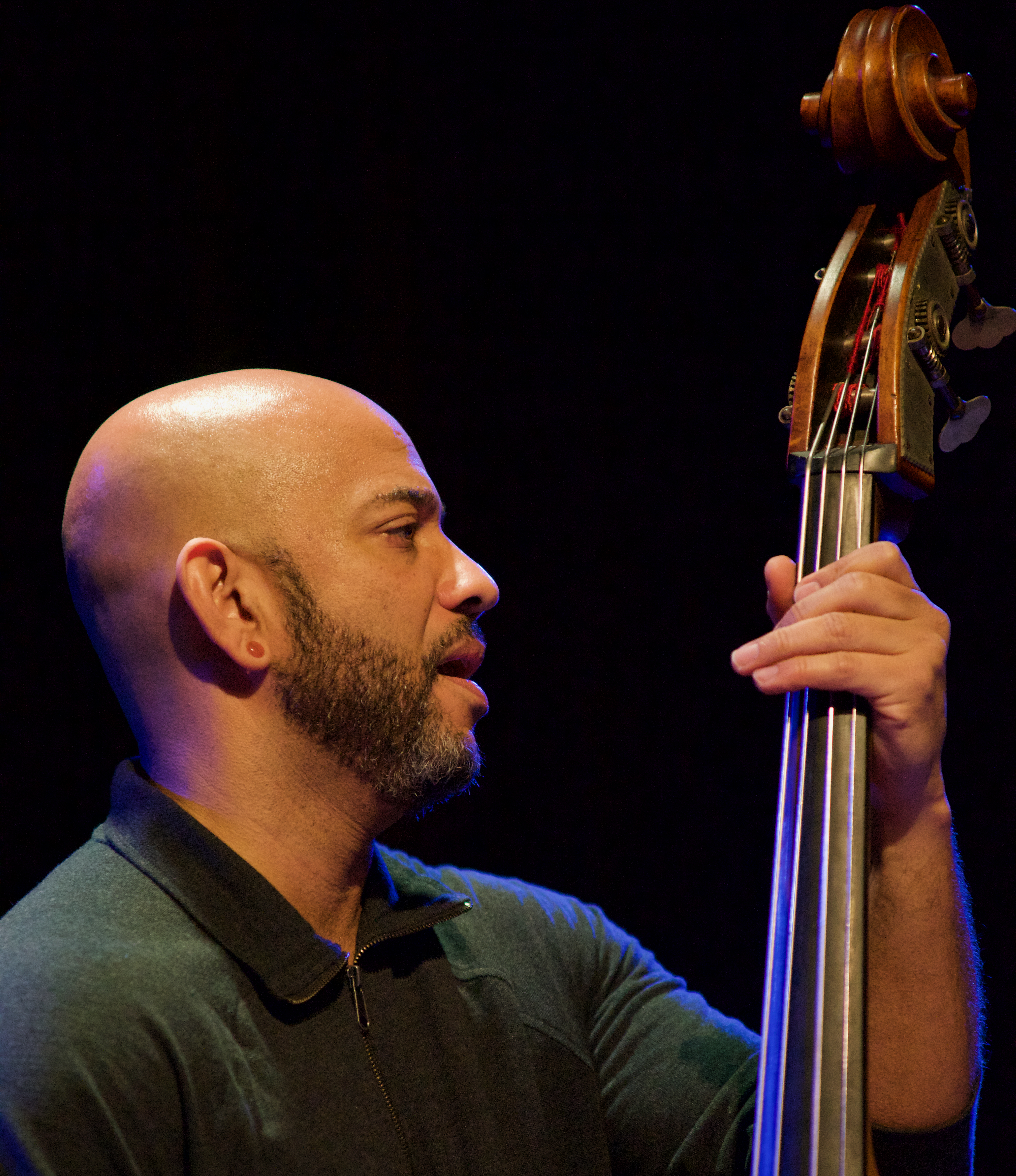
Eric Revis

Eric Revis (Los Angeles, 31 mei 1967) is een Amerikaanse jazzbassist (elektrisch en contrabas) en componist.
Revis was een autodidact op de elektrische basgitaar, nadat hij kennis had gemaakt met de jazz stapte hij op de contrabas over. In de periode 1991-1992 studeerde hij aan de universiteit in New Orleans onder Ellis Marsalis, Harold Battiste en Victor Goines. Hij speelde hier met onder meer Brian Blade, Nicholas Payton, Mark Turner, Troy Davis en Greg Tardy. In 1994 verhuisde hij naar New York, waar hij werkte in de band van zangeres Betty Carter. Daarnaast trad hij regelmatig op met bijvoorbeeld Kurt Rosenwinkel, Billy Harper, Aaron Parks, Lionel Hampton en Russell Gunn. Sinds 1997 is hij lid van het kwartet van Branford Marsalis. In 2004 verscheen zijn eerste album als leider.
Revis is te horen op platen van onder meer Buckshot Lefonque, Winard Harper, Ralph Peterson, Orrin Evans, Steve Coleman en Avram Fefer.

## Discografie (selectie)
als leider:
- Tales of the Stuttering Mime, 11:11 Records, 2004
- Laughter's Necklace of Tears, 11:11 Records, 2008
- Parallax, Clean Feed Records, 2012
- City of Asylum, Clean Feed Records, 2013

met Branford Marsalis:
- Requiem, Sony Records, 1999
- Contemporary Jazz, Sony Records, 2000
- Footsteps of Our Fathers, Sony Records, 2002
- Romare Bearden Revealed, Marsalis Music, 2003
- Eternal, Marsalis Music, 2004
- Braggtown, Marsalis Music, 2006
- Metamorphosen, Marsalis Music, 2009
- Four MF's Playin' Tunes, Marsalis Music, 2012